# Franz Xaver Wilde
Franz Xaver Wilde, profesor in bibliotekar na ljubljanskem liceju, * 24. avgust 1752, Wielke Karlowice, Poljska, † 31. avgust 1828, Dunaj.

## Življenje in delo
Wilde je bil od 1788 profesor na ljubljanskem liceju in od 1789 hkrati tudi kustos licejske knjižnice. Wildejevo ime je tesno povezano z nastajanjem in ureditvijo ljubljanske licejske knjižnice (ustanovljene 1774), predhodnice NUK. Aprila 1789 je začel z revizijo knjižnega fonda, ki je nastal iz knjižnic ukinjenih samostanov in drugih zasebnih zbirk, sestavil v dvojniku seznam knjig, izločil dvojnice in nerabne knjige. Uredil je knjižni fond, leta 1790 sestavil prvi popis knjig in do 1794 knjižnico usposobil za javno delovanje in 1800 sestavil prvi knjižni splošni katalog v katerega je bilo zajetih 9282 del v 13.239 zvezkih, razdeljen na 4 glavne skupine, a brez lokalne signature. Leta 1807 je Licejska knjižnica dobila pravico do obveznega izvoda vseh tiskov v deželi Kranjski. Po ustanovitvi Ilirskih provinc je zapustil Ljubljano in postal profesor na dunajski univerzi.